# Championnats du monde de patinage de vitesse sur piste courte 2024
Navigation
Séoul 2023 Pékin 2025
Les Championnats du monde de patinage de vitesse sur piste courte 2024 se déroulent à Rotterdam aux Pays-Bas du 15 au 17 mars 2024. L'événement est organisé par l'Union internationale de patinage (ISU).
La ville avait déjà accueilli les mondiaux en 2017 et l'édition 2021 avait eu lieu aux Pays-Bas à Dordrecht dans un contexte sans public en raison de la pandémie de Covid-19.
Il y a neuf épreuves au total : quatre pour les hommes et quatre pour les femmes. Les différentes distances sont le 500 mètres, le 1 000 mètres, le 1 500 mètres et le relais de 3 000 mètres (5 000 mètres pour les hommes). Une épreuve de relais mixte sur 2 000 mètres vient compléter le programme.

## Palmarès

### Résultats
| Épreuves             | Or                                                                                 | Or             | Argent                                                                            | Argent         | Bronze                                                                              | Bronze         |
| -------------------- | ---------------------------------------------------------------------------------- | -------------- | --------------------------------------------------------------------------------- | -------------- | ----------------------------------------------------------------------------------- | -------------- |
| Femmes               |                                                                                    |                |                                                                                   |                |                                                                                     |                |
| 500 m                | Kim Boutin Canada                                                                  | 42 s 626       | Xandra Velzeboer Pays-Bas                                                         | 42 s 833       | Kristen Santos-Griswold États-Unis                                                  | 42 s 929       |
| 1 000 m              | Kristen Santos-Griswold États-Unis                                                 | 1 min 42 s 717 | Kim Gil-li Corée du Sud                                                           | 1 min 43 s 049 | Arianna Fontana Italie                                                              | 1 min 43 s 074 |
| 1 500 m              | Kim Gil-li Corée du Sud                                                            | 2 min 21 s 192 | Kristen Santos-Griswold États-Unis                                                | 2 min 21 s 413 | Corinne Stoddard États-Unis                                                         | 2 min 22 s 244 |
| 3 000 m relais       | Pays-Bas- Selma Poutsma - Yara van Kerkhof - Michelle Velzeboer - Xandra Velzeboer | 4 min 7 s 788  | États-Unis- Eunice Lee - Corinne Stoddard - Julie Letai - Kristen Santos-Griswold | 4 min 8 s 061  | Canada- Danaé Blais - Kim Boutin - Rikki Doak - Renee Marie Steenge                 | 4 min 12 s 675 |
| Hommes               |                                                                                    |                |                                                                                   |                |                                                                                     |                |
| 500 m                | Lin Xiaojun Chine                                                                  | 41 s 592       | Denis Nikisha Kazakhstan                                                          | 41 s 676       | Jordan Pierre-Gilles Canada                                                         | 52 s 289       |
| 1 000 m              | William Dandjinou Canada                                                           | 1 min 25 s 534 | Pietro Sighel Italie                                                              | 1 min 25 s 555 | Luca Spechenhauser Italie                                                           | 1 min 26 s 026 |
| 1 500 m              | Sun Long Chine                                                                     | 2 min 23 s 009 | Jens van 't Wout Pays-Bas                                                         | 2 min 23 s 260 | Brendan Corey Australie                                                             | 2 min 23 s 428 |
| 5 000 m relais       | Chine- Lin Xiaojun - Liu Shaoang - Liu Shaolin - Sun Long                          | 7 min 18 s 468 | Corée du Sud- Hwang Dae-heon - Kim Gun-woo - Lee Jeong-min - Seo Yi-Ra            | 7 min 18 s 641 | Pologne- Lukasz Kuczynski - Michał Niewiński - Diané Sellier - Félix Pigeon         | 7 min 19 s 103 |
| Mixte                |                                                                                    |                |                                                                                   |                |                                                                                     |                |
| 2 000 m relais mixte | Chine- Lin Xiaojun - Liu Shaoang - Fan Kexin - Gong Li                             | 2 min 37 s 697 | Italie- Chiara Betti - Andrea Cassinelli - Arianna Sighel - Pietro Sighel         | 2 min 37 s 747 | États-Unis- Andrew Heo - Marcus Howard - Corinne Stoddard - Kristen Santos-Griswold | 2 min 39 s 369 |

### Tableau des médailles
| Rang  | Nation       | Or | Argent | Bronze | Total |
| ----- | ------------ | -- | ------ | ------ | ----- |
| 1     | Chine        | 4  | 0      | 0      | 4     |
| 2     | Canada       | 2  | 0      | 2      | 4     |
| 3     | États-Unis   | 1  | 2      | 3      | 6     |
| 4     | Pays-Bas     | 1  | 2      | 0      | 3     |
| 4     | Corée du Sud | 1  | 2      | 0      | 3     |
| 6     | Italie       | 0  | 2      | 2      | 4     |
| 7     | Kazakhstan   | 0  | 1      | 0      | 1     |
| 8     | Australie    | 0  | 0      | 1      | 1     |
| Total | Total        | 9  | 9      | 9      | 21    |